# Phare Argirónisos
Le phare Argirónisos est situé sur l'île Argirónisos en Grèce. Il est achevé en 1899.

## Caractéristiques
Le phare est une tour cylindrique blanche, dont le dôme de la lanterne est de couleur verte. Il s'élève à 32 mètres au-dessus de la mer Égée. Il délimite l'entrée Est du détroit Dhíavlos Oreón.

## Codes internationaux
- ARLHS[2] : GRE-041
- NGA : 16420
- Admiralty[3] : E 4440

## Source
(en) [PDF] List of lights radio aids and fog signals - 2011 - The west coasts of Europe and Africa, the mediterranean sea, black sea an Azovskoye more (sea of Azov) (la liste des phares de l'Europe, selon la National Geospatial - Intelligence Agency)- Version 2011 - National Geospatial - Intelligence Agency